# 徳島県道213号二條通新港線
徳島県道213号二條通新港線（とくしまけんどう213ごう にじょうどおりしんこうせん）は、徳島県小松島市を通る一般県道である。

## 概要
小松島市小松島町の徳島県道33号小松島佐那河内線・徳島県道120号徳島小松島線交点から徳島県道17号小松島港線交点に至る。徳島県道18号小松島停車場線と接続して小松島港方面とを結んでいたが、駅の所属した小松島線の廃止により、その後徳島県道18号小松島停車場線が廃止となったため指定区間を一部吸収している。全線で2車線の路線であるが、距離は極めて短い。

### 路線データ
- 起点：徳島県小松島市小松島町（徳島県道33号小松島佐那河内線・徳島県道120号徳島小松島線交点）
- 終点：徳島県小松島市小松島町（徳島県道17号小松島港線交点）
- 総延長：0.362 km[1]

## 歴史
- 1959年（昭和34年）1月31日 - 徳島県道二條通新港線として認定。
- 1972年（昭和47年）3月10日 - 現在の徳島県道213号として再認定。
- 1990年（平成2年）3月31日 - 徳島県道18号小松島停車場線の廃止にともない旧徳島県道18号の指定区間を吸収。

## 地理

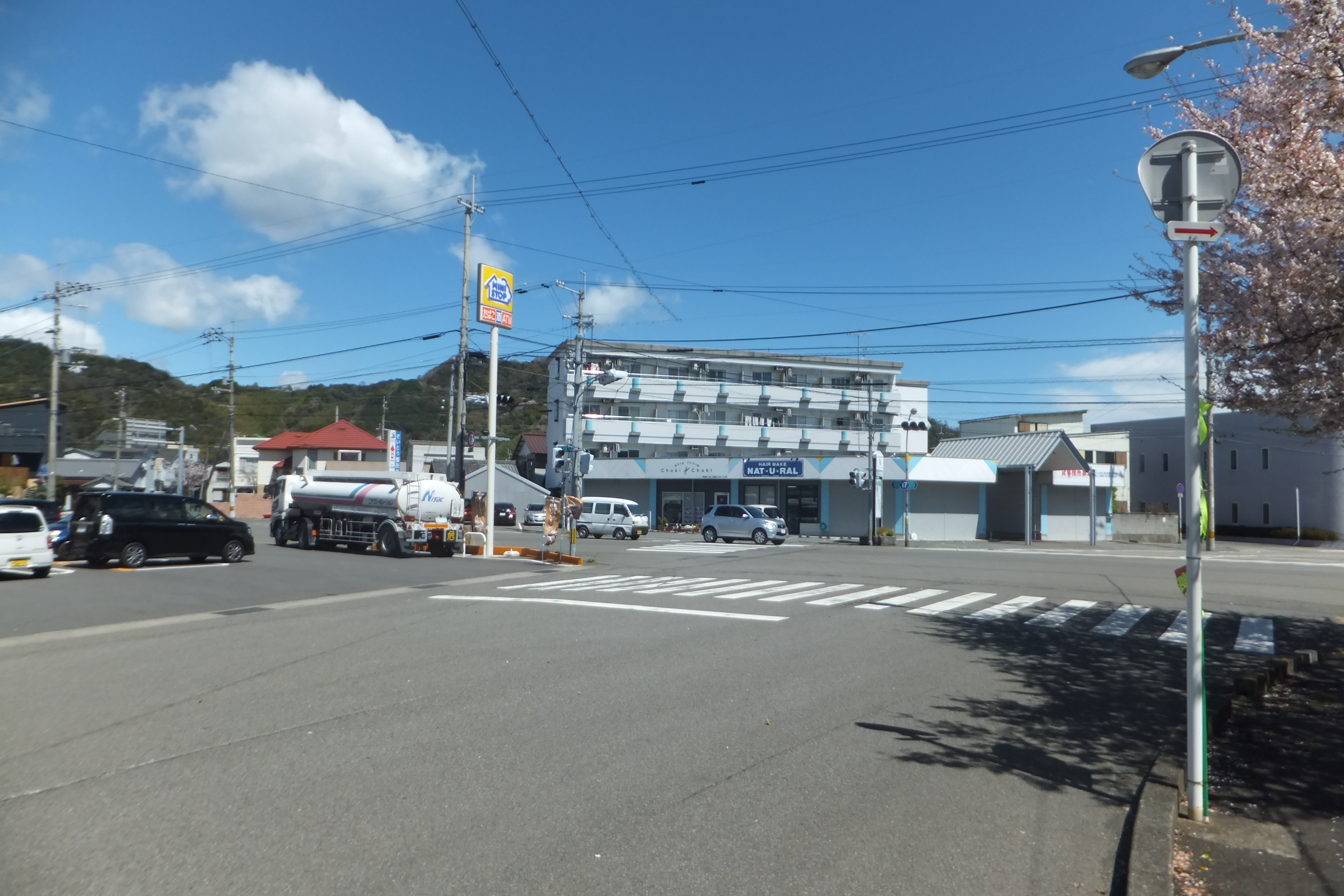
終点付近
小松島市小松島町字新港で撮影

### 通過する自治体
- 徳島県
  - 小松島市

### 交差する道路
| 交差する道路                                           | 交差する場所 | 交差する場所 |
| ------------------------------------------------------ | ------------ | ------------ |
| 徳島県道33号小松島佐那河内線 徳島県道120号徳島小松島線 | 小松島町     | 起点         |
| 徳島県道17号小松島港線                                 | 小松島町     | 起点         |

### 沿線
- 小松島ステーションパーク
- 小松島市立図書館